# Телебачення з високою роздільною здатністю

Логотип HDTV

Телебачення з високою роздільною здатністю, з високою чіткістю  (англ. High-definition television, HDTV) — система трансляції цифрового телебачення з роздільною здатністю вищою ніж аналогові системи телебачення (NTSC, SECAM, PAL). HDTV транслюється в цифровому форматі, оскільки цифрове телебачення потребує канали з меншою пропускною здатністю за умови застосування відповідного стиснення зображення.

## Історія
Термін «висока чіткість» з'явився в 1930-і роки, коли в телебаченні стали застосовуватися повністю електронні системи, що дозволили відмовитися від механічного сканування з роздільною здатністю 15÷200 рядків. У 1950-ті роки системи телебачення високої чіткості розроблялися найбільшими індустріальними державами (США, Японією, та ін) і пан'європейський консорціумом. Паралельно подібні розробки велися і в СРСР — у Московському науково-дослідному інституті телевізійному (МНДІТ) створили дослідну систему військово-штабної зв'язку «Трансформатор», яка дозволяла передавати зображення з роздільною здатністю 1125 рядків. Проте для того, щоб висока чіткість телебачення стала помітна неозброєним оком, необхідний дисплей з великою діагоналлю екрана. Висока вартість таких дисплеїв гальмувала розвиток ТВЧ протягом десятиліть.
У 1980-ті роки в СРСР було створено два детально опрацьованих стандарти ТВЧ, що мали розширення 1525 і 1250 рядків (в режимі розгорнення). В епоху перебудови дослідні роботи в цій області велися у взаємодії з європейськими телекомпаніями. Для порівняння систем ТВЧ в 1990 у МНДІТ був створений стенд відображення інформації, який забезпечив відтворення сигналів високої чіткості на відео монітор, телевізорах, середніх (діагоналлю до 2,5 м) і великих (до 9 м) екранах. Перед Олімпійськими іграми 1992 інженери МНДІТ за участю компанії «Thomson» доустатковувати стенд, і на нього приймалися транслювалися з Барселони експериментальні передачі високої чіткості. Це була найвіддаленіша телетрансляція такого типу в Європі. Надалі в зв'язку з економічними проблемами 1990-х років російські розробки в області ТВЧ були згорнуті.
Стрімкий розвиток ТВЧ почалося в середині 2000-x років, одночасно з широким поширенням плазмових і рідкокристалічних дисплеїв. Для перегляду сигналу ТВЧ були розроблені спеціальні приймачі, дисплеї з високою роздільною здатністю, цифрові інтерфейси HDMI і DVI-D, а також носії HD DVD і Blu-Ray.
Мовлення фільмів і телепередач у стандарті ТВЧ в США, Європі, Японії ведеться вже кілька років по платних кабельних і супутникових каналах.

## Історія HD в Україні

### Події, що вже відбулися
- 29.08.2007 — Телекомпанія «Поверхность» розпочала мовлення каналу власного виробництва «Спорт HD» у форматі високої чіткості з супутника Eutelsat W4 в позиції 36E
- 17.08.2010 — Телеканал «Спорт HD» припинив мовлення в зв'язку з заборгованістю компанії «Поверхность» перед оператором «Eutelsat» разом з усіма іншими телеканалами даного пакету
- 01.12.2010 — Телеканал Інтер почав тестово мовити у HD (Супутник та «Воля»). У високій чіткості (1920х1080і) він транслював серіали Свати 4, Котовський та Новорічне звернення Президента України
- 10.01.2011 — Телеканал «Інтер HD» припинив мовлення
- 18.08.2011 — На конкурсі цифрового телебачення стандарту DVB-T2, право мовити у HD (МХ-1, МХ-2, МХ-3 та МХ-5) отримали наступні телеканали: Інтер, Україна, Кіноточка, Tonis, Мега, Enter music, MTV Україна (з 01.06.2013 це право перейшло каналу «Zoom») та Банк TV. Ще 2 канали, які будуть транслюватись у HD повинні були обрати пізніше, але не обрали. На ці місця претендували: ICTV, Новий канал, М1, СТБ, Xsport, НТКУ (Перший). Ці 8 (у майбутньому 10) каналів повинні будуть мовити у «DVB-T2» — безкоштовно (за рішенням Нацради, про те, що всі канали мережі у межах МХ-1, МХ-2, МХ-3 та МХ-5 мають мовити безкоштовно).
- 01.12.2011 — Телеканал «Tonis» — почав мовити у HD (кабельна мережа Воля)
- 31.03.2012 — Телеканал «Tonis» — почав мовити у HD з супутника Amos 4.0W (відкрито)
- До Євро 2012, телеканал «Футбол» — почав мовити у HD в кабельній мереж «Воля» та супутниковій мережі «Viasat». Після Євро 2012, HD формат перейшов на канал «Футбол+»
- 24.08.2013 почалося тестове HD-мовлення каналу «112 УКРАЇНА»
- 26.11.2013 почалося регулярне HD-мовлення каналу «112 УКРАЇНА»
- 12.2013 телеканали «Футбол» та «Футбол+» стали каналами «Футбол 1» та «Футбол 2». Обидва канали здійснюють мовлення у форматі високої чіткості (HD).
- 12.2013 Телеканал RU MUSIC (russian and ukrainian music) на офіційному сайті заявив, що має намір перейти на мовлення у форматі високої чіткості.
- 15.01.2015 Телеканал RU MUSIC почав мовлення у форматі високої чіткості, став першим у Центральній і Східній Європі, а також на просторах СНД музичним каналом, який глядачі можуть дивитися у форматі високої чіткості.

### Мовлення у форматі HD в мережі «T2»
Мережа має потенціал мовлення у HD, ліцензії мовлення у HD мають 10 телеканалів. Станом на сьогоднішній день, у HD-форматі в мережі мовлять 3 телеканали — Прямий, Суспільне Культура та Рада (формат 1920х1080i та 1280x720p) але у дуже низькому бітрейті (~2,5mbps)

## HD канали України та країн СНД

### Україна
Відкриті канали (мовлять не кодовано)
- «Прямий HD»

- «5 канал HD»

- «Апостроф TV HD»

- «Рада HD»

- «Галичина HD»

- «Перший західний HD»

- «Інтер+ HD»

- "Інтер HD "

- "НТН HD "

- "К1 HD "

- "К2 HD "

- «Мега HD»

- "Піксель TV HD "

- "Enter-фільм HD "

- "Zoom HD "

- "ICTV HD "

- "Новий канал HD "

- «СТБ HD»

- "M1 HD "

- "M2 HD "

- "ОЦЕ HD "

- "1+1 HD «

### Росія
Федеральні канали: (працюючі)
- „Первый Канал HD“
- „Россия 1 HD“ — канал від холдингу „ВДТРК“.
- НТВ HD
- „МИР HD“
- „СПОРТ 1 HD“ — спортивний канал від холдингу „ВДТРК“.
- „Моя Планета HD“ — пізнавальний канал від холдингу ВДТРК».
- КХЛ HD
- КХЛ-ТВ HD
- Наш футбол HD

Також у Росії в HD мовлять наступні, приватні HD канали власного виробництва (у платних пакетах):
- «Еда HD»
- Живая природа HD
- «Дождь HD»
- «Эксперт-ТВ HD»
- «HD Спорт»
- «HD Кино»
- «HD Кино 2»
- «HD Life»
- «Футбол HD»
- «Футбол 2 HD»
- «Охотник и рыболов HD»
- «Телепутешествия HD»
- Инва Медиа ТВ HD
- Look TV HD
- ТелеДом HD
- Russian Travel Guide HD
- Вместе-РФ HD
- Искушение HD
- HD Media
- Триколор ТВ СуперКино HD — 4 канали: «Сериал», «Остросюжетное кино», «Кино Премиум», «Семейный» та «Наше».
- Кинопоказ HD-1
- Кинопоказ HD-2

## 3D-HD в країнах СНД

### Росія
- 3D BY PANASONIC — перший 3D канал на пострадянському просторі. (Платформа «НТВ+»)

## Технологія

### Передача на далекі відстані
Надсилання відео ТВЧ на далекі відстані (від мовної станції до приймача кінцевого користувача) здійснюється, як правило, в стислому цифровому вигляді. Стиснення відео на порядок знижує вимоги до ширини каналу передачі (з 1,485 Гбіт/с до 15÷25 Мбіт/с), при цьому якість зображення залишається прийнятною.
Для кодування відеосигналу в ТВЧ найбільш часто використовуються формати MPEG-2 і MPEG-4/AVC.
Для передачі сигналу ТВЧ в основному використовують технології цифрового телемовлення (DVB), у тому числі:
- цифрове супутникове телебачення (DVB-S, DVB-S2);
- цифрове кабельне телебачення (DVB-C, DVB-C2);
- цифрове ефірне (наземне) телебачення (DVB-T, DVB-T2).

Оскільки мовлення ТВЧ в наш час[коли?] здійснюється в цифровому вигляді, то для передачі контенту придатний практично будь-який цифровий канал з достатнім рівнем якості (QoS), то є достатньої ширини (15÷25 Мбіт/с для MPEG-2 або 8-12 Мбіт/с для MPEG-4 — в залежності від ступеня стиснення) і гарантує певний прийнятний рівень затримки сигналу (1÷10 с, в залежності від розміру буфера приймального пристрою і вимог до затримки сигналу).

### Передача на короткі відстані
Передача сигналу ТВЧ на короткі відстані (від приймача користувача до дисплея) здійснюється в стислому вигляді через цифрові інтерфейси (кабелі) HDMI і DVI-D. Використання цифрових інтерфейсів дозволяє повністю позбавитися від цифро-аналогових перетворень на всьому шляху проходження сигналу. Однак допускається підключення і по компонентним аналоговим інтерфейсів (RGBHV і YPbPr).

### Носії
Для розповсюдження матеріалів високої чіткості на носіях були створені два нових формату — HD DVD і Blu-Ray. Їх місткість (до 100 Гбайт) дозволяє зберігати фільми у форматі ТВЧ. Наприкінці лютого 2008 «Toshiba» припинила підтримку і розвиток технології HD DVD, що означає перемогу Blu-Ray. [1]

### Захист вмісту
Захист зображення і звуку від копіювання та зміни здійснюється за допомогою технологій AACS і HDCP.

## Формати
Найпопулярніші формати стандартів високої чіткості:
- 720p: 1280 × 720 пікселів, прогресивна розгортка, відношення сторін 16:9, частота — 24, 25, 30, 50 або 60 кадрів в секунду (цей формат ТВЧ рекомендований як стандартний для країн-членів ЄВС);
- 1080i: 1920 × 1080 пікселів, черезстрокова розгортка, відношення сторін 16:9, частота — 50 або 60 полів на секунду;
- 1080p: 1920 × 1080 пікселів, прогресивна розгортка, відношення сторін 16:9, частота — 24, 25 або 30 кадрів на секунду.

### Позначення
Системи HDTV трансляції визначаються трьома показниками:
- Кількість ліній у вертикальній роздільній здатності пристрою відображення (дисплея).
- Система розгортки: прогресивна розгортка (p) або черезрядкова розгортка (i).
- Кількість кадрів на секунду або полів на секунду.

Таким чином, формат 720p60 відповідає роздільній здатності 1280 x 720 піксель і прогресивній розгортці з 60 полями на секунду (60 Гц). Формат 1080i50 відповідає роздільній здатності 1920 x 1080 піксель (тобто, 2 мегапікселям) черезрядковій розгортці з 50 полями на секунду. Інколи черезрядкові поля називають напівкадрами, але, вони не є ними, оскільки два поля одного кадру мають часовий зсув.
Для позначення продукту в комерційних цілях, кількість кадрів або полів на секунду часто опускається, наприклад бірка «телевізор 1080i» позначає лише роздільну здатність відображення. Часто, кількість кадрів на секунду можна визначити виходячи із контекста, часто, можна припускати значення або 50 або 60 Гц, за виключенням 1080p, що може позначати 1080p24, 1080p25, та 1080p30, але і включати 1080p50 та 1080p60 в майбутньому.
Кількість кадрів або полів на секунду може вказуватись без роздільної здатності. Наприклад, 24p означає 24 кадри в прогресивній розгортці на секунду, а 50i означає 25 черезрядкових кадри на секунду, що складаються із 50 черезрядкових полів на секунду. Більшість HDTV систем підтримують деяку стандартну роздільну здатність та частоту кадрів або полів. Найпоширеніші перелічені в наступних розділах.

## Роздільна здатність стандартної чіткості
Стандартна чіткість, зазвичай, позначає роздільну здатність 480 вертикальних ліній чи більше.
| Роздільна здатність (Ш×В) | Активний кадр (Ш×В) | Канонічна назва | Кількість пікселів (Мегапікселів в рекламі) | Співвідношення сторін дисплея (X:Y) | Співвідношення сторін пікселя — Стандартне «4:3» (X:Y) | Співвідношення сторін пікселя — Стандартне «4:3» (X:Y) | Співвідношення сторін пікселя — Широкий екран «16:9» (X:Y) | Співвідношення сторін пікселя — Широкий екран «16:9» (X:Y) | Описання                                                                              |
| Роздільна здатність (Ш×В) | Активний кадр (Ш×В) | Канонічна назва | Кількість пікселів (Мегапікселів в рекламі) | Співвідношення сторін дисплея (X:Y) | ITU-R BT.601                                           | MPEG-4                                                 | ITU-R BT.601                                               | MPEG-4                                                     | Описання                                                                              |
| ------------------------- | ------------------- | --------------- | ------------------------------------------- | ----------------------------------- | ------------------------------------------------------ | ------------------------------------------------------ | ---------------------------------------------------------- | ---------------------------------------------------------- | ------------------------------------------------------------------------------------- |
| 720×480                   | 710.85×486          | 480i/p          | 345,600 (0.3)                               | 3:2                                 | 4320:4739                                              | 10:11                                                  | 5760:4739                                                  | 40:33                                                      | Використовується для відео в форматі 525-ліній/ (60 * 1000/1001) Гц, наприклад NTSC-M |
| 720×576                   | 702×576             | 576i/p          | 414,720 (0.4)                               | 5:4                                 | 128:117                                                | 12:11                                                  | 512:351                                                    | 16:11                                                      | Використовується для відео в форматі 625-ліній/50 Гц, наприклад PAL-I                 |

Якщо розглядати роздільну здатність, то слід брати до уваги і роздільну здатність трансльованого сигналу та оптимальну роздільну здатність телевізора (або іншого пристрою відображення). Більшість HDTV пристроїв містять пристрій маштабування відео зображення, і оптимізують трансльований сигнал.
Інколи, варіанти з прогресивною розгорткою називають EDTV (або Телебачення покращенної чіткості, від англ. Enhanced Definition Television).

## Потік даних
| Прогресивна розгортка (p)                                                               | Черезрядкова розгортка (i) | Кількість пікселів на секунду     |
| --------------------------------------------------------------------------------------- | -------------------------- | --------------------------------- |
| 1080p60                                                                                 |                            | 1920 × 1080 × 60 Hz = 124,4 Mpx/s |
| 1080p50                                                                                 |                            | 1920 × 1080 × 50 Hz = 103,7 Mpx/s |
| 1080p30                                                                                 | 1080i60 (psf)              | 1920 × 1080 × 30 Hz = 62,2 Mpx/s  |
| 720p60                                                                                  |                            | 1280 × 720 × 60 Hz = 55,3 Mpx/s   |
| 1080p25                                                                                 | 1080i50 (psf)              | 1920 × 1080 × 25 Hz = 51,8 Mpx/s  |
| 1080p24                                                                                 |                            | 1920 × 1080 × 24 Hz = 49,8 Mpx/s  |
| 720p50                                                                                  |                            | 1280 × 720 × 50 Hz = 46,1 Mpx/s   |
| 720p30                                                                                  | 720i60 (psf)               | 1280 × 720 × 30 Hz = 27,6 Mpx/s   |
| 720p25                                                                                  | 720i50 (psf)               | 1280 × 720 × 25 Hz = 23 Mpx/s     |
| 720p24                                                                                  |                            | 1280 × 720 × 24 Hz = 22,1 Mpx/s   |
| На ілюстраціях показано відношення ширини каналу до максимального значення при 1080p60. |                            |                                   |